# Sinoxylon eucerum
Sinoxylon eucerum är en skalbaggsart som beskrevs av Pierre Lesne 1932. Sinoxylon eucerum ingår i släktet Sinoxylon och familjen kapuschongbaggar. Inga underarter finns listade i Catalogue of Life.